# Erebia venaissina
Erebia venaissina är en fjärilsart som beskrevs av Hans Fruhstorfer 1917. Erebia venaissina ingår i släktet Erebia och familjen praktfjärilar. Inga underarter finns listade i Catalogue of Life.